# Polskie Centrum Polonijne Jana Pawła II w Yorba Linda
Polskie Centrum Polonijne Jana Pawła II w Yorba Linda (ang. Pope John Paul II Polish Center) – parafia rzymskokatolicka położona w Yorba Linda w stanie Kalifornia w Stanach Zjednoczonych.
Jest ona parafią dla Polaków przebywających w hrabstwie Orange, prowadzoną przez Zgromadzenie Słowa Bożego.
Misja została dedykowana papieżowi Janowi Pawłowi II.

## Historia
Kiedy powstała diecezja Orange, biskup William Johnson mianował ks. Josepha A. Karpa kierownikiem duchowym dla polskiej społeczności w Orange County. Miało to na celu zaspokojenie duchowych i społecznych potrzeb polskich imigrantów, żyjących na terenie diecezji Orange.
Pierwsza msza św. w Polskim Centrum Jana Pawła II, została odprawiona przez ks. Josepha A. Karpa w dniu 16 stycznia 1983.

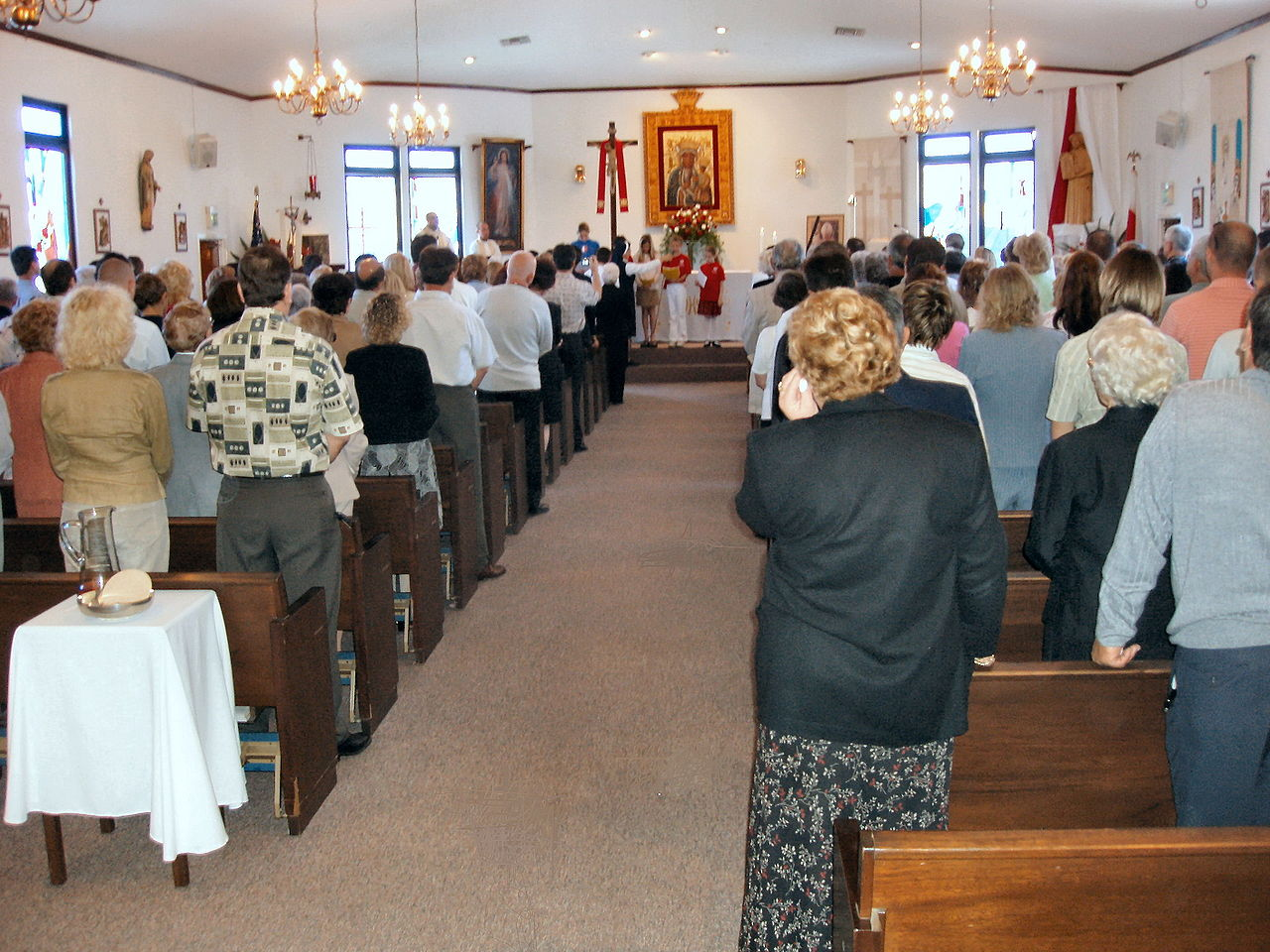
Msza św.

## Proboszczowie
- ks. Joseph A. Karp  (1983-2000)
- ks. Douglas J. Cook (2000-2006)
- ks. George P. Blais (2006-2008)
- ks. Henry Noga SVD (2008-2016)
- ks. Zbigniew Fraszczak SVD (2016- obecnie)